# فلسفة للأطفال
فلسفة للأطفال مفهوم تربوي يتقاطع فيه علمي الفلسفة والتربية، ويرمز إلى الإجراءات التعليمية الموجهة لتطوير التفكير الإبداعي والنقدي عند الأطفال من مختلف المراحل الدراسية، باستخدام نقاشات ديموقراطية ومناهج تستند على أسلوب الرواية، وقد ظهر أول مرة في أوروبا والولايات المتحدة خلال تسعينيات القرن الماضي، بعد أن أسس له ماثيو ليبمان المختص بالفلسفة وعلوم التربية عام 1968م، وقدم دليلًا على أن الأطفال لديهم القدرة على النقاشات الفلسفية، ووصل هذا المفهوم إلى معظم مناطق العالم، وأصبح بحلول عام 2019 أحد التوجهات الرائدة التي تهدف إلى تطوير أساليب التفكير لدى الأطفال.